# Банковский проезд (Выборг)
Банковский проезд  — очень короткая, менее 100 метров, улица в исторической части Выборга. Проходит от Пионерской до Крепостной улицы как более короткий путь к улице Германа Титова. Одна из границ Трамвайного сквера.
Приписанным к улице является только стилизованное под вагон трамвая начала XX века кафе «Трамвай-памятник» (д. 1)

## История

План 1861 года Отто Нюмальма

Застройка прилегающей территории производилась согласно генеральному плану Выборга 1861 года, разработанному выборгским губернским землемером Б. О. Нюмальмом. Переулок на этом плане не указан и проложен позже.

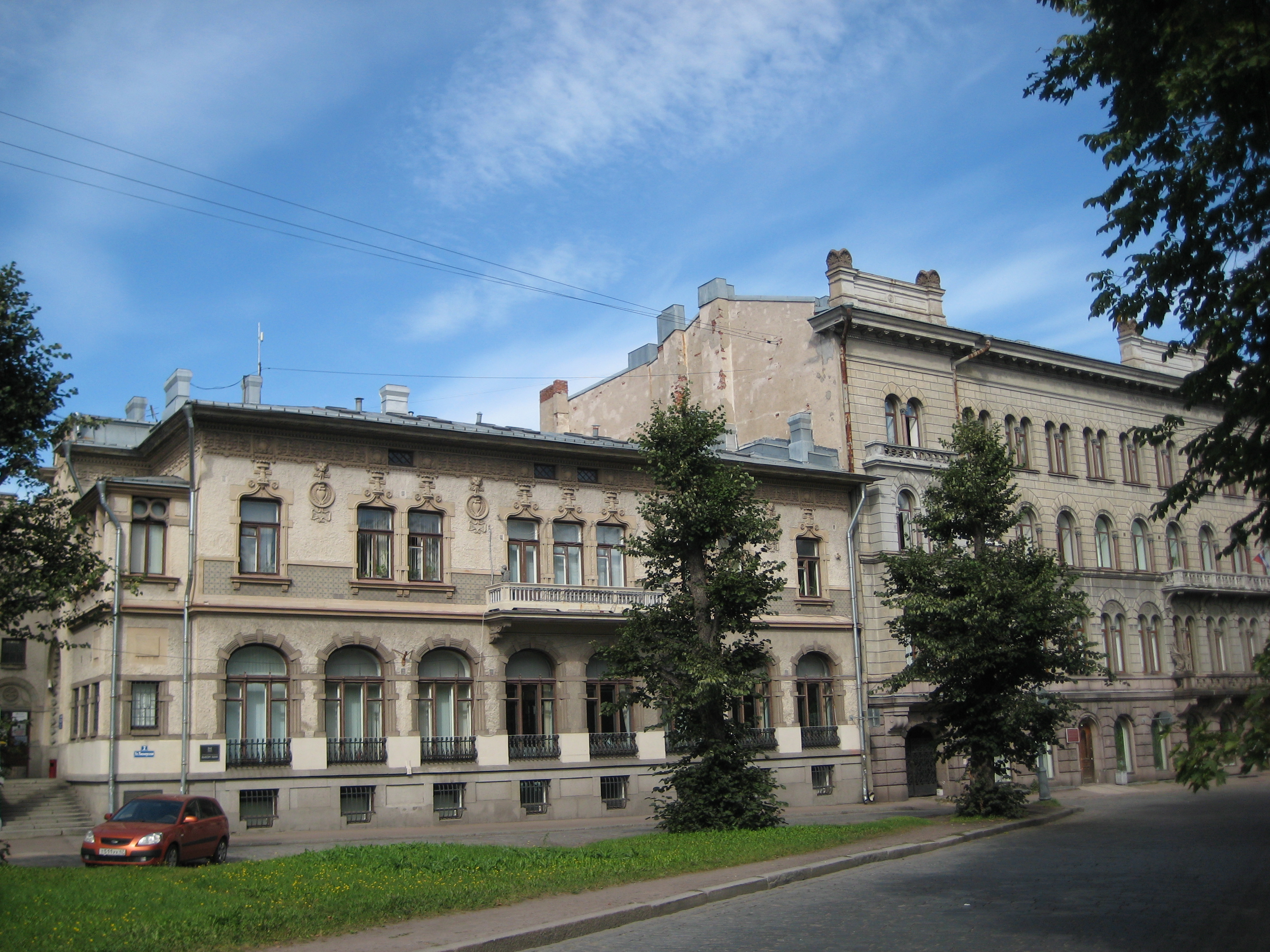
Пионерская, 4

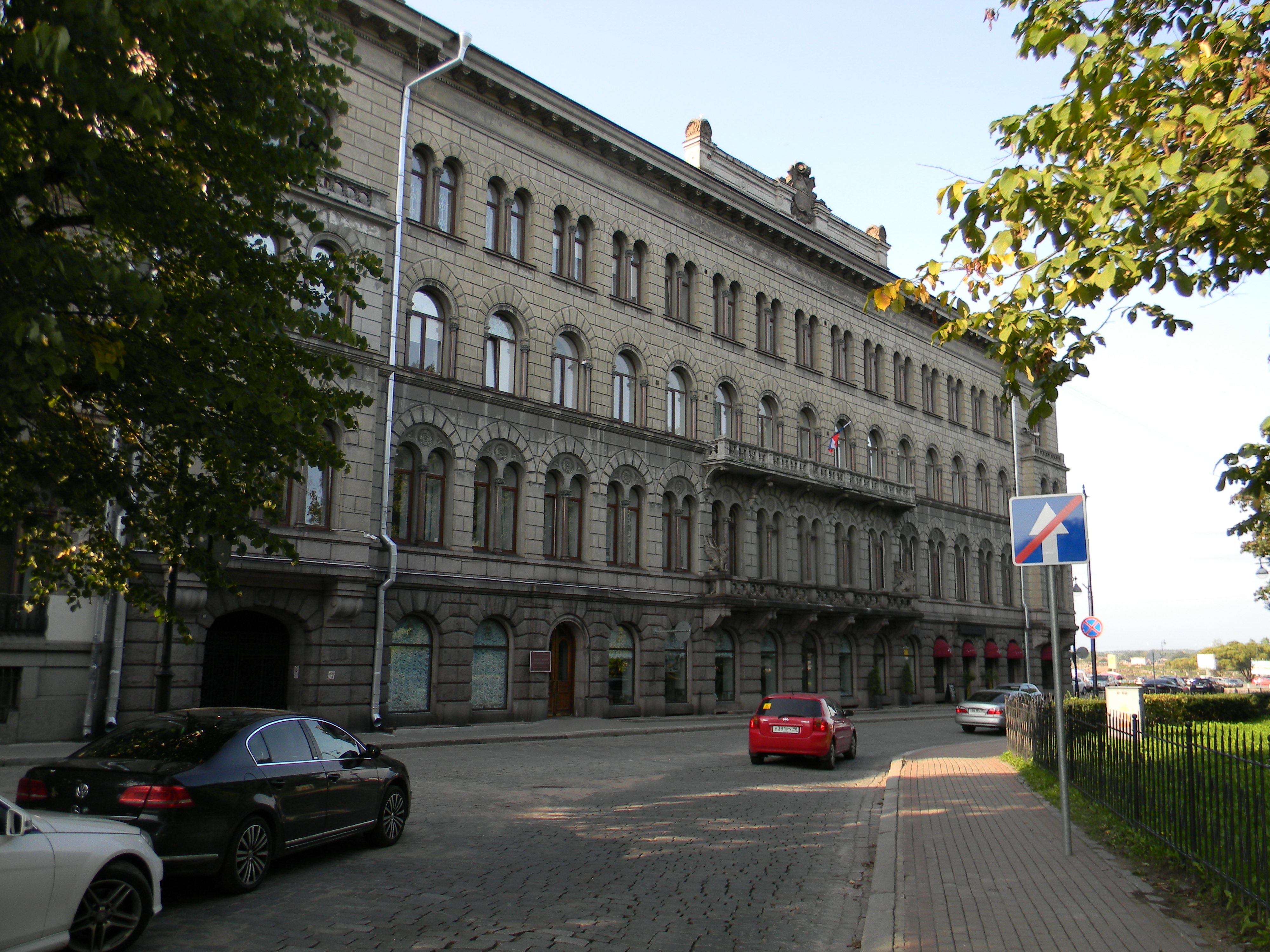
Пионерская, 2

Название дано по располагавшимся вблизи крупнейшим городским банкам — Банку Северных стран (здание возведено в 1900 году, ул. Пионерская, 4) и Финляндскому объединённому банку (здание банка возведено в 1900 году, ул. Пионерская, 2).
В 1920 году в переулке произошла трамвайная авария (крупнейшая в Финляндии), погибло пять человек и около двадцати пострадало. В 1957 году трамвайные движение в городе, существовавшее с 1912 года, было прекращено.
Решение установить в Выборге памятник городскому трамваю было принято в 2017 году, в практической реализации решения содействовал Выборгский судостроительный завод. Памятник был торжественно открыт 3 августа 2018 года, на открытии присутствовала одна из первых послевоенных трамвайных вагоновожатых города, Н. И. Афанасьева.

## Достопримечательности

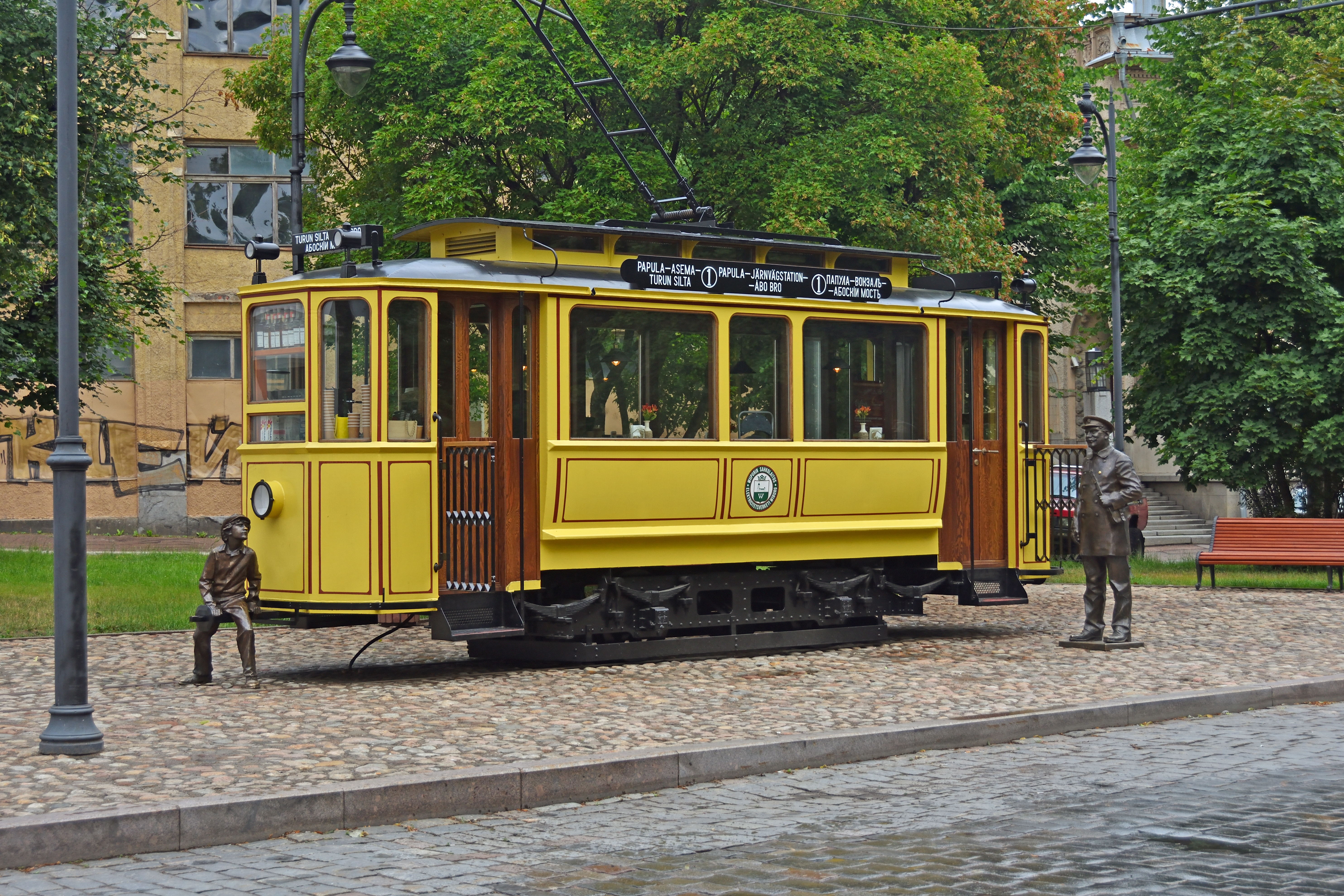
Трамвай-памятник

д. 1 — Трамвай-памятник